# Dżawwanijjat
Dżawwanijjat (arab. جوانيات) – wieś w Syrii, w muhafazie Hims. W 2004 roku liczyła 366 mieszkańców.